# Список послов СССР и России в Либерии
В статье представлен список послов СССР и России в Либерии.

## Хронология дипломатических отношений
- 11 января 1956 г. — установление дипломатических отношений на уровне посольств (не реализованы).
- 8 июня 1972 г. — достигнута договорённость об обмене посольствами.
- 18 июля 1985 г. — дипломатические отношения разорваны правительством Либерии.
- Июль 1986 г. — дипломатические отношения восстановлены.
- 1987 г. — открыто посольство СССР в Монровии.
- 1990 г. — посольство СССР в Либерии прекратило свою деятельность в связи с гражданской войной в стране.
- С 1999 г. — дипломатические отношения осуществляются через посольство России в Гане.

## Список послов
| Срок полномочий                   | Посол                        | Годы жизни | Вручение верительных грамот | Комментарии                                              |
| --------------------------------- | ---------------------------- | ---------- | --------------------------- | -------------------------------------------------------- |
| СССР                              |                              |            |                             |                                                          |
| 7 сентября 1972 — 12 ноября 1977  | Дмитрий Фёдорович Сафонов    | 1909—2015  | 8 декабря 1972              |                                                          |
| 12 ноября 1977 — 7 июня 1984      | Анатолий Андреевич Уланов    | 1929—?     |                             | Объявлен персона нон грата, выехал в СССР 22 ноября 1983 |
| 3 сентября 1987 — 25 декабря 1991 | Василий Степанович Бебко     | 1932—2022  |                             |                                                          |
| Российская Федерация              |                              |            |                             |                                                          |
| 25 декабря 1991 — 2 ноября 1992   | Василий Степанович Бебко     | 1932—2022  |                             |                                                          |
| 6 апреля 1999 — 4 апреля 2002     | Павел Денисович Павлов       | род. 1938  |                             | По совместительству                                      |
| 15 апреля 2002 — 26 июля 2006     | Валерий Яковлевич Орлов      | род. 1947  |                             | По совместительству                                      |
| 12 сентября 2006 — февраль 2009   | Андрей Викторович Покровский | 1957—2009  |                             | По совместительству                                      |
| 23 декабря 2009 — 30 мая 2014     | Владимир Владимирович Барбин | род. 1957  |                             | По совместительству                                      |
| 30 мая 2014 — 17 мая 2021         | Дмитрий Юрьевич Суслов       | род. 1955  | 26 марта 2015               | По совместительству                                      |
| 23 ноября 2021 — наст. время      | Сергей Леонидович Бердников  | род. 1966  |                             | По совместительству                                      |